# Barnabas Mwesiga
Barnabas Mwesiga (ur. 24 grudnia 1947 w Rutomie) – ugandyjski piłkarz grający na pozycji napastnika. W swojej karierze grał w reprezentacji Ugandy.

## Kariera klubowa
W swojej karierze piłkarskiej Mwesiga grał w klubach Nsambya SC (1968-1978) i Mbarara United FC (1979-1983). Z Nsambya SC zdobył Puchar Ugandy w 1978 roku.

## Kariera reprezentacyjna
W 1978 roku Mwesiga został powołany do reprezentacji Ugandy na Puchar Narodów Afryki 1978. W tym turnieju zagrał w trzech meczach: grupowych z Kongiem (3:1) i z Tunezją (1:3) oraz w finałowym z Ghaną (0:2). Z Ugandą wywalczył wicemistrzostwo Afryki.